# Necyria duellona
Necyria duellona is een vlindersoort uit de familie van de prachtvlinders (Riodinidae), onderfamilie Riodininae.
Necyria duellona werd in 1851 beschreven door Westwood.